# Proton X70
Proton X70 — кроссовер малайзийского автоконцерна Proton Edar Sdr Holding, находящийся в производстве с 12 декабря 2018 года. Впервые автомобиль был представлен премьером-министром Малайзии Махатхиром Мохамадом.
Автомобиль является ребеджингом китайской модели Geely Boyue, от которой отличается предназначением для эксплутатации в странах с левосторонним движением. В феврале 2020 года была налажена мелкоузловая сборка.

## История
Автомобиль Proton X70 серийно производится с 12 декабря 2018 года. Модификации — Standard 2WD, Executive 2WD, Executive AWD и Premium 2WD.
Автомобиль оснащается бензиновым двигателем внутреннего сгорания с турбонаддувом 4G18TDB объёмом 1,8 литра (экспортные модели оснащаются двигателем JLH-3G15TD объёмом 1,5 литра).
В Танджунг-Малиме автомобиль производится с 13 декабря 2019 года. С февраля 2020 года осуществляется мелкоузловая сборка модели Proton X70 CKD. От других моделей автомобиль отличается 7-ступенчатой коробкой переключения передач с двойным сцеплением и логотипом Proton New Round.
31 августа 2019 года был произведён автомобиль Proton X70 Merdeka Edition. Всего было произведено 62 единицы в честь 62 дня Малайзии.
С декабря 2020 года автомобиль Proton X70 производится в Пакистане. В июле 2021 года был произведён автомобиль Proton X70 Special Edition.

## Галерея

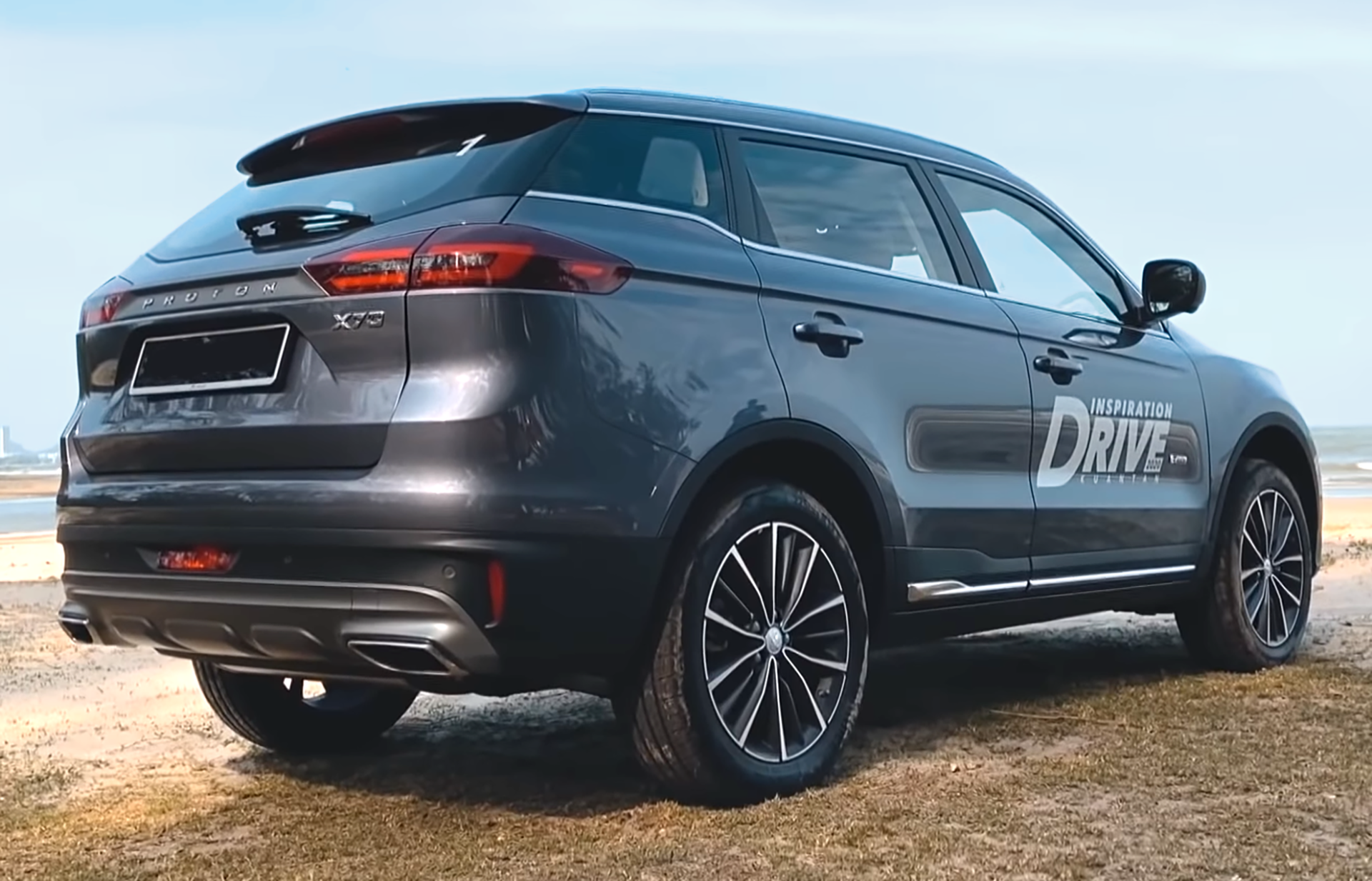
Proton X70 CKD
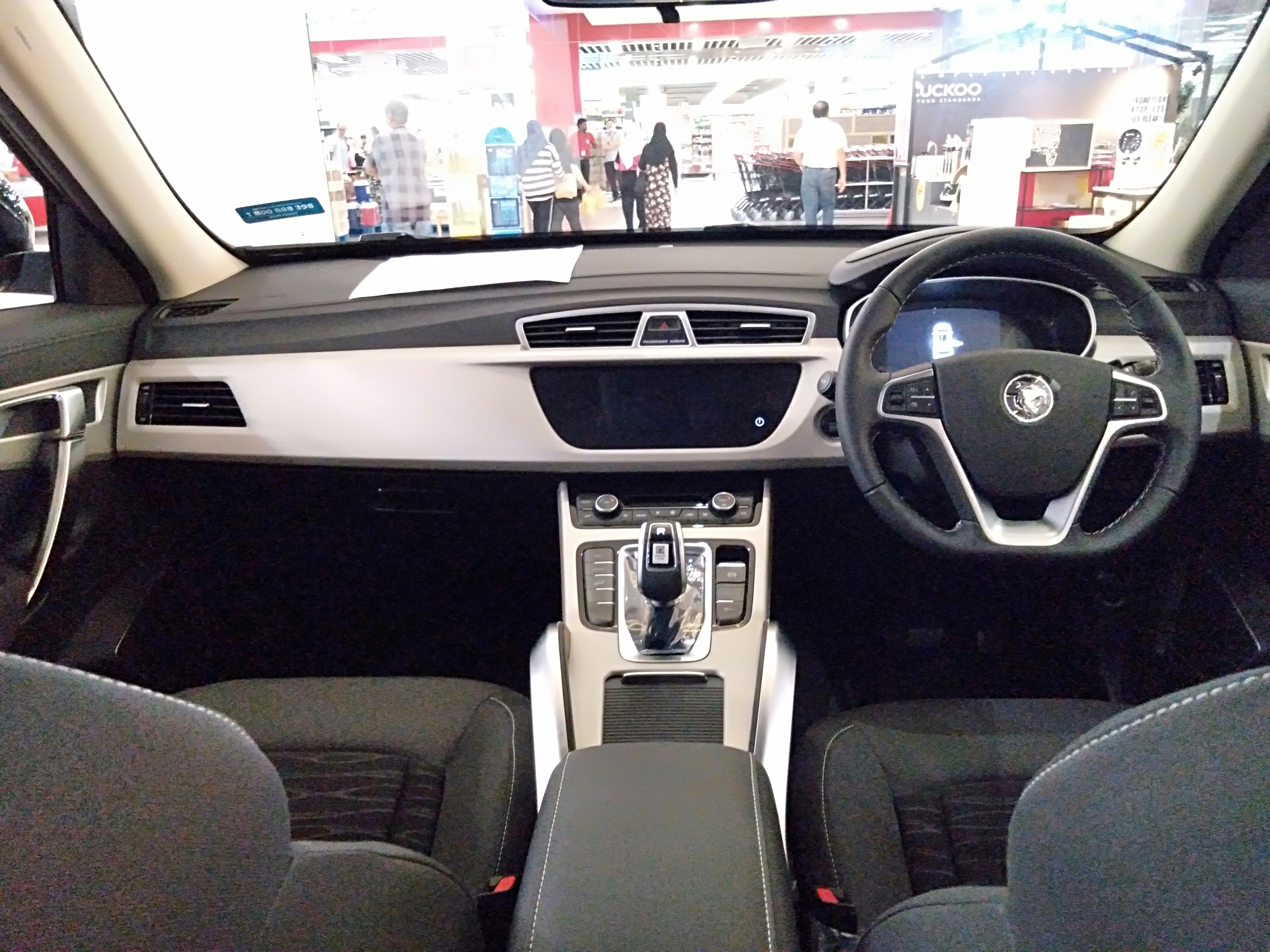
Место водителя